# Sofia de Polotsk
Sofia de Minsk o Sofia de Polotsk (c. 1140 – 5 de maig del 1198) fou reina consort danesa pel seu matrimoni amb el rei Valdemar I de Dinamarca, i més tard del landgravina de Turíngia.
Sofia era filla de Riquilda de Polònia, Reina vídua de Suècia, casada amb un home anomenat "Valador", probablement fos Volodar (Valadar en belarús) de Minsk, qui unificà els principats de Minsk, Polotsk i Hrodna durant el seu regnat.
Sofia era germanastra de Canut V de Dinamarca. Després del matrimoni de la seva mare amb el rei suec, l'acompanyà a Suècia i fou criada a la cort sueca. Sofia fou promesa a Valdemar el 1154 segellant una aliança entre Dinamarca i Suècia. Com que Sofia no tenia possessions a Dinamarca, rebé una dot d'un 1/8 de les possessions de Canut. Marxà de Suècia, arribant a Dinamarca al temps del compromís (1154), però com que es considerava que no era prou gran per al matrimoni, fou posada sota custòdia d'una dona anomenada Bodil. Es casà amb Valdemar a Viborg el 1157, tres anys més tard.
Sofia és descrita com a bonica, dominant i cruel. Segons el mite, va assassinar Tove, l'amant de Valdemar, i va ferir la seva germana Kirsten, però això no està confirmat. Enviduà el 1182. Sofia rebé proposta matrimonial amb, Lluís III, Landgravi de Turíngia cap al 1184, i fou escortada a la frontera pel seu fill i un gran seguici. Fou repudiada el 1190 i tornà a Dinamarca.
Sofia i Valdemar I de Dinamarca (c. 1131–1182) van tenir diversos fills:
- Sofia (1159–1208), casada Sigfrid III, comte de Weimar-Orlamünde
- Canut VI (1163–1202), Rei de Dinamarca
- Maria (nascuda c. 1165), monja a Roskilde (1188).
- Margarida (nascut c. 1167), monja a Roskilde (1188).
- Valdemar II (1170–1241), Rei de Dinamarca.
- Ingeborg (1175–1236), casada amb el rei de França Felip II.
- Helena (c.1177–1233), casada amb Guillem de Lüneburg.
- Riquilda de Dinamarca (c. 1180–1220), casada amb el rei de Suècia Eric X.

Després que la mort de Valdemar, Sofia es tornà a casar amb el landgravi Lluís III de Turíngia amb qui no tingué fills.